# Love (группа)
Love (Лав, с англ. — «любовь») — американская рок-группа конца 1960-х — начала 1970-х годов. Лидеры группы — вокалист, автор текстов и гитарист Артур Ли и второй автор текстов и гитарист Брайан МакЛин. В их музыке соединились элементы рок-н-ролла, гаражного рока, фолка и психоделии. Они повлияли на звучание таких известных коллективов как The Doors и Led Zeppelin, а также лидер рок-группы «Гражданская оборона» Егор Летов называл Love своей любимой группой.
Журнал Rolling Stone поместил альбом 1967 года Forever Changes на 40-место в своём списке «500 величайших альбомов» 2003 года (англ. 500 Greatest Albums List) и на 180-е место в списке «500 величайших альбомов всех времён» 2020 года (англ. The 500 Greatest Albums of All Time), а также входит в список «1001 альбом, который стоит послушать прежде чем умрёшь».

## История группы
Love, возглавляемая певцом и гитаристом Артуром Ли, была плодотворной лос-анджелесской группой 1960-х годов, записавшая семь студийных альбомов. Группа начинала с фолк-рока, инспирированного творчеством The Byrds, но позже экспериментировала с другими стилями, включая ритм-энд-блюз, поп и хард-рок.
Артур Ли переехал из Мемфиса в Лос-Анджелес со своей семьёй, когда ему было 5 лет. К 17 годам он играл в местных группах, например, в «Arthur Lee and the LAGs», в которую входил будущий участник Love Джон Эколз. Группа записала сингл для Capitol Records — инструментальную «The Ninth Wave». Love была сформирована неизвестными музыкантами: Брайан МакЛин был роуд-менеджером у The Byrds, а Кен Форсси играл с The Surfaris. Первоначально Ли назвал группу The Grass Roots, но вскоре изменил название, так как его уже носила другая группа.
Первый сингл Love «My Little Red Book», написанный Бертом Бакараком и Хэлом Дэвидом, вышел в марте 1966 года и имел незначительный успех. В сентябре 1966 года группа выпустила свой первый альбом — Love, который достиг 57-й позиции в чарте Billboard 200. Второй альбом 1967 года Da Capo отличался актуальной на тот момент наркотической тематикой песен, элементами джаза и некоторым изменением состава группы. Также он включал в себя единственный Топ-40 хит Love «7 and 7 Is». Однако лучшим альбомом Love признаётся Forever Changes, вышедший чуть позже в том же 1967 году. Критики восприняли это как своего рода ответ на Sgt. Pepper’s Lonely Hearts Club Band.
Злоупотребление участников первого состава наркотиками почти привело группу к распаду. МакЛин был на грани героиновой передозировки, затем пережил нервное расстройство. Эколз и Форсси также испытывали серьёзную героиновую зависимость. В 1968 году Ли реорганизовал группу и нанял трёх новых участников группы, а также четырёх сессионных музыкантов для записи студийных альбомов Four Sail и Out Here. Ненадолго он даже переименовал себя в Артурли (Arthurly).
Love совершили тур в Англию (при том, что группа редко покидала даже Лос-Анджелес). Группа была приглашена поучаствовать на фестивале в Вудстоке, но отказалась из-за внутренних разногласий. В марте 1970 года записывалась с Джими Хендриксом. Один из записанных в ту сессию треков — «The Everlasting First» — вошёл в альбом False Start (1970). В 1971 году группа записала альбом с черновым названием Dear You, изданный лишь в 2009 году под названием Love Lost. В 1973 году был записан альбом Black Beauty. Альбом так и не вышел официально по причине банкротства издающего лейбла Buffalo Records и имел хождение среди поклонников в виде бутлега.
В 2009 году совместная запись Ли и Хендрикса была выставлена на аукцион неизвестным и была выкуплена поклонниками Хендрикса, а затем оцифрована и также выложена в Интернет в виде бутлега The Blue Thumb Acetate. На ней содержатся 4 трека, включая указанный «The Everlasting First».

## Судьба участников после распада группы
Предполагалось, что Ли запишет сольный альбом для Columbia Records, но его дебют — хард-роковый Vindicator — вышел на лейбле A&M в 1972 году. Как и поздние альбомы Love, пластинка плохо продавалась. В 1973 году Ли планировал записать ещё один сольный альбом на Buffalo Records Пола Ротшильда, однако лейбл свернулся ещё до того, как LP был выпущен. В 1974 году Артур Ли собрал новый состав Love. Следующей попыткой Ли был сольный EP в 1977 году на Da Capo Records. В 1979 году он гастролировал с МакЛином и ещё одной инкарнацией Love. В 1980 году на Rhino Records вышел альбом Best of Love — компиляция треков 1960-х годов. В 1981 году этот же лейбл выпустил новую сольную пластинку Ли, первую за 7 лет. В 1994 году Артур Ли вместе с нью-йоркской панк-группой Das Damen гастролировал по клубам под вывеской Love. Этот камбэк был прерван в 1996 году — Ли, и ранее имевший проблемы с законом, был приговорён к 12 годам тюрьмы за незаконное хранение оружия, после того как он угрожал пистолетом своему соседу. Однако через 6 лет, в декабре 2001 года, он был выпущен на свободу досрочно, поскольку выяснилось, что обвинение не было поддержано неопровержимыми доказательствами.
В 2002 году Артур Ли и Джон Эколз собрали новый состав, который назывался Love with Arthur Lee, и отыграли ряд концертов, приуроченных к 35-летию выхода в свет альбома Forever Changes — в частности, выступали в лондонском Royal Festival Hall со струнным оркестром. В июне 2003 года тем же составом группа выступала на рок-фестивале в Гластонбери перед 150 тыс. зрителей.
Кен Форсси умер от рака мозга в начале 1998 года. Брайан МакЛин со временем вернулся к сочинению музыки. Он умер от инфаркта на Рождество 1999 года, не записав ни одного альбома. «IfYouBelieveIn» (1997) и «Candy’s Waltz» (2000) представляют собой собрание его сольных и демозаписей в период с 1960-х по 1980-е годы. В начале 2006 года у Артура Ли обнаружили лейкемию, в июне того же года Роберт Плант организовал благотворительный концерт с целью сбора средств на лечение музыканта, в котором, помимо него, приняли участие Yo La Tengo, Райан Адамс и Clap Your Hands Say Yeah, однако 3 августа 2006 года Артур Ли скончался.

## Дискография

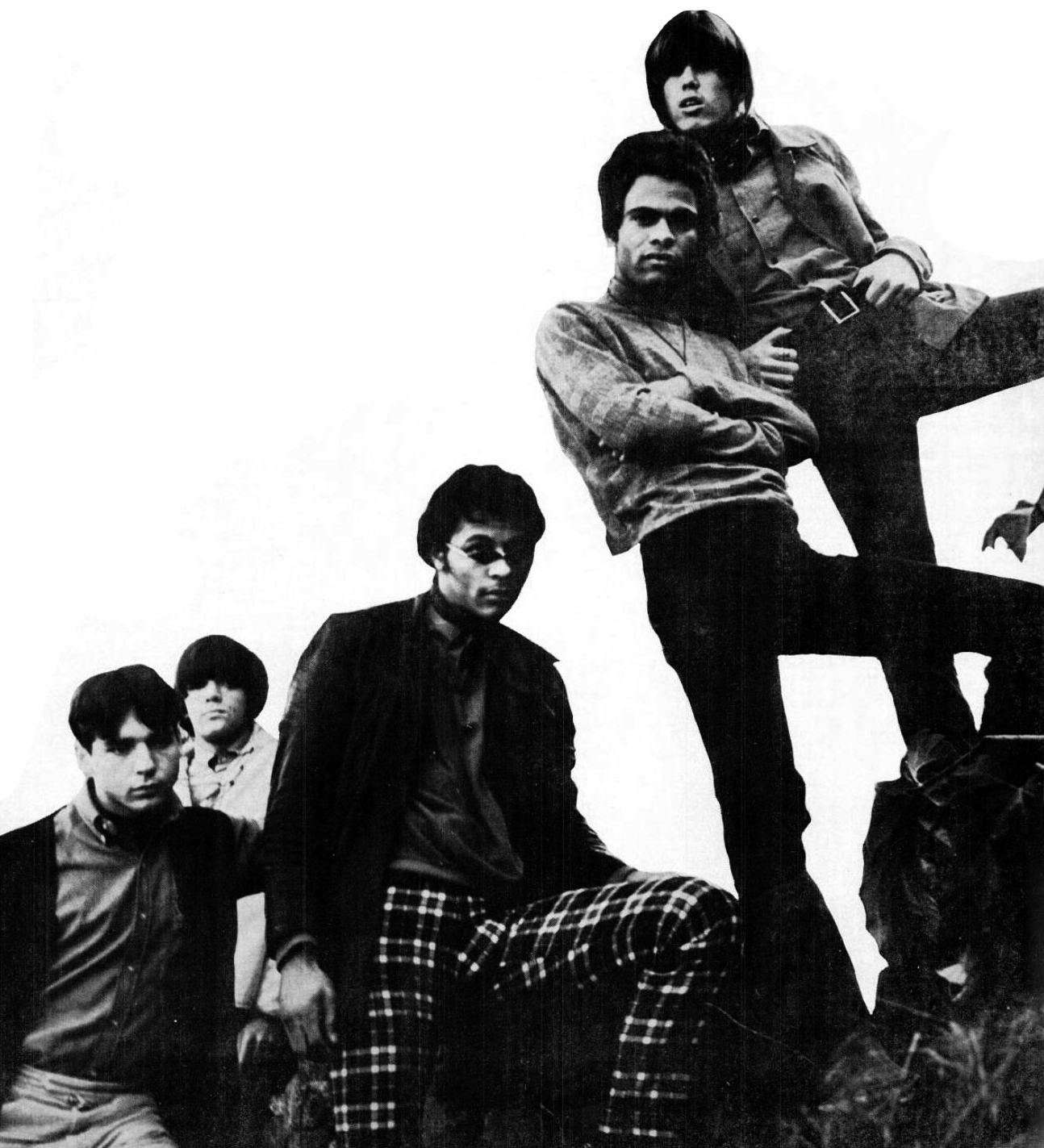
Рекламный плакат для сингла «My Little Red Book», май 1966 года

### Студийные альбомы
| Год выпуска | Название                                                                       | Высшие позиции в чартах | Высшие позиции в чартах |
| Год выпуска | Название                                                                       | UK                      | US                      |
| ----------- | ------------------------------------------------------------------------------ | ----------------------- | ----------------------- |
| 1966        | Love - Лейбл: Elektra Records - Носители: CD, DL, LP                           |                         | 57                      |
| 1967        | Da Capo - Лейбл: Elektra Records - Носители: CD, DL, LP                        |                         | 80                      |
| 1967        | Forever Changes - Лейбл: Elektra Records - Носители: CD, DL, CS, LP            | 24                      | 154                     |
| 1969        | Four Sail - Лейбл: Elektra Records - Носители: CD, DL, LP                      |                         | 102                     |
| 1969        | Out Here - Лейбл: Blue Thumb /Harvest - Носители: CD, LP                       | 29                      | 176                     |
| 1970        | False Start - Лейбл: Blue Thumb - Носители: CD, LP                             |                         | 184                     |
| 1974        | Reel to Real - Лейбл: RSO Records - Носители: LP(единственный тираж 1000 штук) |                         |                         |
| 1992        | Arthur Lee & Love - Лейбл: New Rose - Носители: CS, CD, LP                     |                         |                         |
| 2009        | Love Lost - Записан в 1971 году - Лейбл: Sundazed - Носители: CD, DL, LP       |                         |                         |

### Концертные альбомы
- 1980: Love Live (концерт 1978 года)
- 1982: Studio/Live (вторая часть — концерт 1970 года)
- 2003: The Forever Changes Concert
- 2003: Back on the Scene — live at «My Place», Santa Monica, 1991

### Компиляции
- 1995: Love Story 1966—1972
- 2003: The Best of Love
- 2006: Love: The definitive Rock Collection"

### Синглы
- Март 1966: «My Little Red Book»/«A Message To Pretty»
- Июль 1966: «7 and 7 Is» b/w «No. Fourteen»
- Декабрь 1966: «She Comes In Colors»/«Orange Skies»
- Март 1967: «Que Vida»/«Hey Joe»
- Декабрь 1967: «Alone Again Or»/«A House Is Not A Motel»
- Июнь 1968: «Your Mind and We Belong Together» b/w «Laughing Stock»
- 1994: «Girl on Fire» b/w «Midnight Sun»